# Hyperphrona coerulescens
Hyperphrona coerulescens är en insektsart som beskrevs av Brunner von Wattenwyl 1891. Hyperphrona coerulescens ingår i släktet Hyperphrona och familjen vårtbitare. Inga underarter finns listade i Catalogue of Life.